# Верхня Синячиха
Верхня Синячи́ха (рос. Верхняя Синячиха) — селище міського типу, центр Алапаєвського міського округу (Верхня Синячиха) Свердловської області.
Населення — 9999 осіб (2010, 11147 у 2002).